# Лук сетеносный
Лук сетеносный (лат. Allium dictyoscordum) — многолетнее травянистое растение, вид рода Лук (Allium) семейства Луковые (Alliaceae).

## Распространение и экология
В природе ареал вида охватывает горные районы Туркменистана. Эндемик.
Произрастает на засолённых глинах в нижнем поясе гор.

## Ботаническое описание
Луковица яйцевидная, диаметром 2—2,5 мм; наружные оболочки сетчатые, бурые, высоко обхватывающие основание стебля; оболочки замещающей луковицы желтоватые. Стебель высотой около 50—70 см, у основания одетый гладкими, сближенными влагалищами листьев.
Листья в числе четырёх—шести, шириной 3 мм, незубчатые, линейные, желобчатые, по краю сильно шероховатые, значительно короче стебля.
Чехол немного длиннее зонтика. Зонтик коробочконосный, шаровидный, реже полушаровидный, густой, обычно многоцветковый. Цветоножки почти равные, в полтора—три раза длиннее околоцветника, при основании с прицветниками. Листочки яйцевидно-колокольчатого околоцветника беловатые, с зелёной жилкой, почти равные, линейно-продолговатые тупые или туповатые, длиной 5—6 мм, наружные килеватые, шероховатые. Нити тычинок почти равны листочкам околоцветника, при основании между собой и с околоцветником сросшиеся, не ресничатые, наружные треугольно-шиловидные, внутренние трёхраздельные. Столбик невыдается из околоцветника.
Створки коробочки почти округлые, едва выемчатые, длиной около 5 мм.

## Таксономия
Вид Лук сетеносный входит в род Лук (Allium) семейства Луковые (Alliaceae) порядка Спаржецветные (Asparagales).
|  |                                      |  |                                                             |                                                             |                   |  | ещё 24 семейства (согласно Системе APG II) | ещё 24 семейства (согласно Системе APG II) |                     |  |  |  | ещё более 870 видов |
|  |                                      |  |                                                             |                                                             |                   |  | ещё 24 семейства (согласно Системе APG II) | ещё 24 семейства (согласно Системе APG II) |                     |  |  |  | ещё более 870 видов |
|  |                                      |  |                                                             | порядок Спаржецветные                                       |                   |  |                                            |                                            | род Лук             |  |  |  |                     |
|  |                                      |  |                                                             | порядок Спаржецветные                                       |                   |  |                                            |                                            | род Лук             |  |  |  |                     |
|  | отдел Цветковые, или Покрытосеменные |  |                                                             |                                                             | семейство Луковые |  |                                            |                                            | вид Лук сетеносный  |  |  |  |                     |
|  | отдел Цветковые, или Покрытосеменные |  |                                                             |                                                             | семейство Луковые |  |                                            |                                            |                     |  |  |  |                     |
|  |                                      |  | ещё 44 порядка цветковых растений (согласно Системе APG II) | ещё 44 порядка цветковых растений (согласно Системе APG II) |                   |  |                                            | ещё около 300 родов                        | ещё около 300 родов |  |  |  |                     |
|  |                                      |  |                                                             | ещё 44 порядка цветковых растений (согласно Системе APG II) |                   |  |                                            |                                            | ещё около 300 родов |  |  |  |                     |